# Pteruthius
Pteruthius és un gènere d'ocells de la família dels vireònids (Vireonidae ).

## Taxonomia
Segons la classificació del Congrés Ornitològic Internacional, versió 13.1, 2023, aquest gènere està format per 7 espècies:
- Pteruthius rufiventer - vireó garser capnegre.
- Pteruthius aeralatus - vireó garser ala-rogenc.
- Pteruthius flaviscapis - vireó garser alagroc.
- Pteruthius xanthochlorus - vireó verdós.
- Pteruthius melanotis - vireó orellut.
- Pteruthius aenobarbus - vireó de front castany.
- Pteruthius intermedius - vireó espetec.

Altres classificacions han contemplat 6o encara 9 espècies.